# Przegalina
Przegalina (deutsch Einlage) ist eine Siedlung im Danziger Stadtbezirk Wyspa Sobieszewska in der Woiwodschaft Pommern in Polen. Mit „Einlage“ wurden Polder bezeichnet, die bei Hochwasser und Eisstau den Druck von den Deichen nahmen.

## Geographie

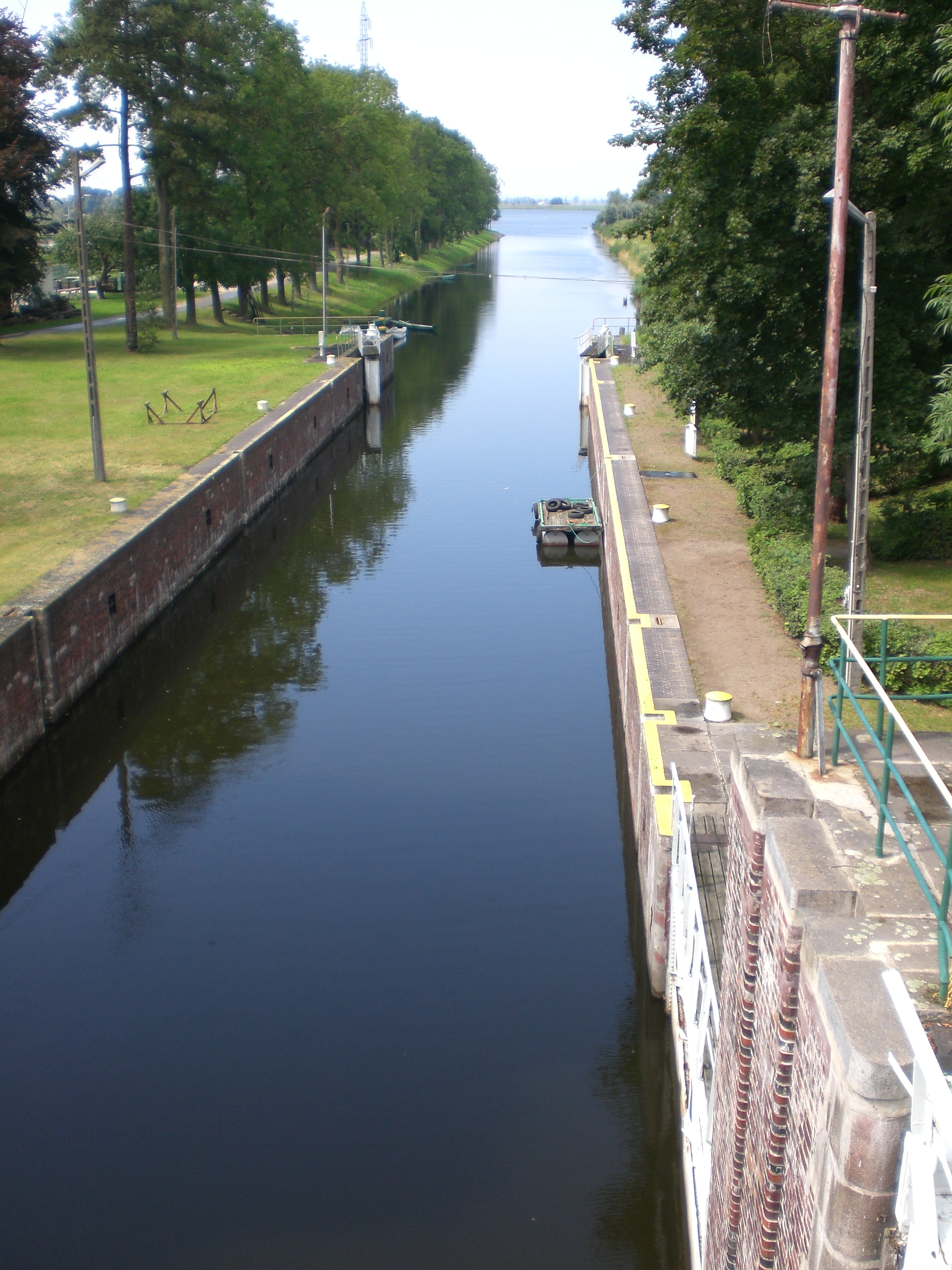
Alte Schleuse, 2011

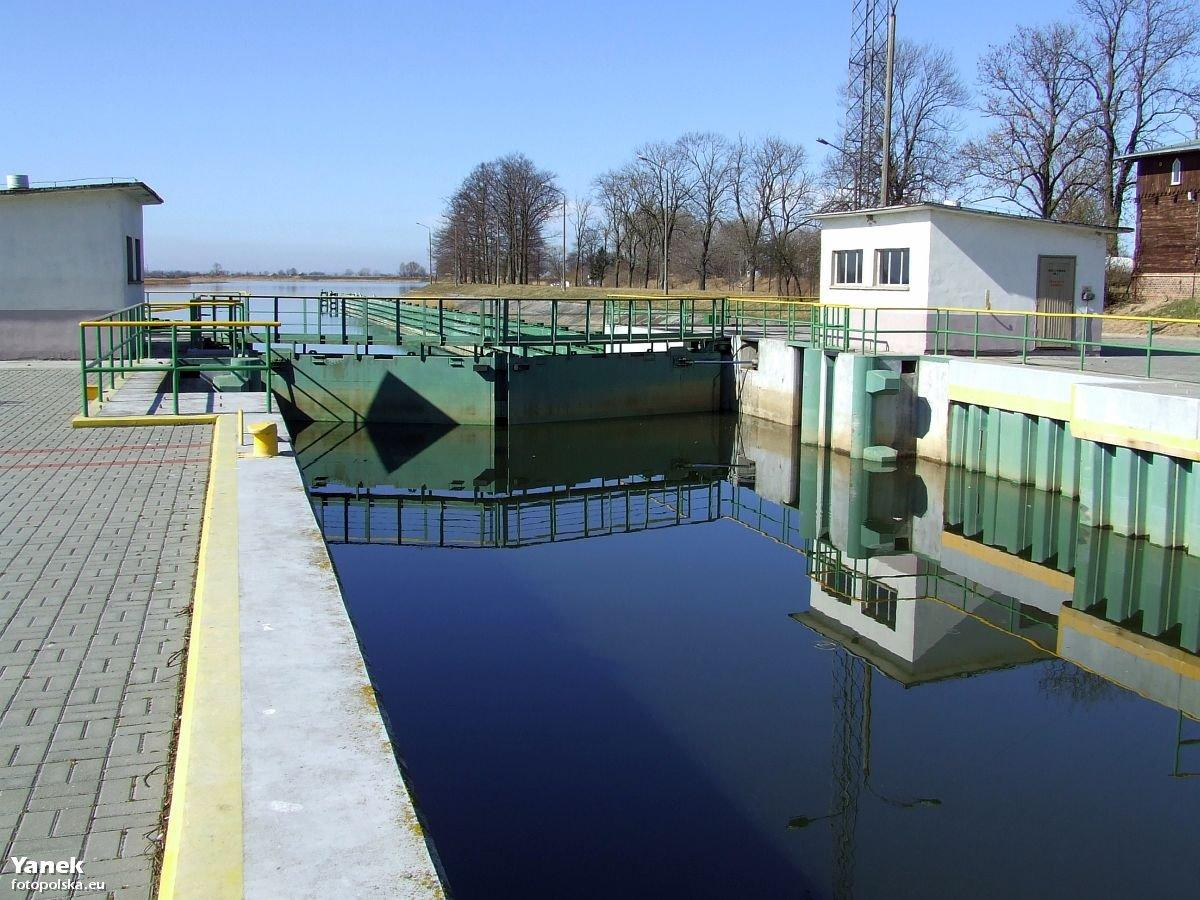
Südschleuse, 2012

Der Ort liegt etwa 20 Kilometer östlich der Stadtmitte Danzigs am Weichseldurchstich. Er liegt im Norden des Żuławy Wiślane (Weichsel-Nogat-Delta) auf der Südostspitze der Wyspa Sobieszewska (Bohnsacker Insel bzw. Neue Binnennehrung). Im Westen grenzt er an Komary (Schnakenburg) und im Norden an Świbno (Schiewenhorst). Im Osten liegen jenseits der Weichsel Mikoszewo (Nickelswalde) und Przemysław (Prinzlaff) in der Gmina Stegna (Steegen) und im Süden jenseits der Martwa Wisła (Tote Weichsel) Trzcinisko (Schönrohr) und  Błotnik (Schmerblock).

## Geschichte
Bohnsack wurde 1410 als Bonensack erwähnt. Es war seit 1454 ein Kirchdorf der Stadt Danzig. Ebenso gehörten Wordel, Schnakenburg und Schiewenhorst zu den Stadtdörfern. Schiewenhorst und Einlage waren bis 1563 eine Gemeinde und gehörten dem Danziger Burggrafen Johann Kremer. Von ihm kam Einlage an die Familie Brandes und über die Familien Tiedemann und Weickhmann 1784 an den Bürgermeister Johann Bentzmann.
Mit der ersten Polnischen Teilung wurde das Gebiet der Stadt Danzig 1772 von Preußen annektiert. Auf 43 Höfen lebten damals 189 Menschen. In den Jahren von 1807 bis 1813 gehörte Einlage zur Republik Danzig. Im Jahr 1819 hatte der Ort 34 Bauernhöfe und 197 Einwohner, 1852 waren es 275. Es gab eine Bäckerei und zwei Gasthöfe. Im Jahr 1864 wurde eine Volksschule eröffnet. Das Gebiet südlich des Dünenstreifens der Nehrung war Landgewinnungsmaßnahmen unterworfen. Mit der Schließung des Deichs um die ehemalige Außennehrung wurde es im 19. Jahrhundert zur Neuen Binnennehrung, im Gegensatz zur Alten Binnennehrung bei Steegen. Die Deiche zogen sich 1885 von Bohnsack bis nach Fischerbabke.
Am 1. Januar 1874 wurde die Kreisordnung für die Provinz Preußen eingeführt, diese wurde vier Jahre später wieder in die Provinzen Ost- und Westpreußen geteilt. Am 25. April 1874 wurde der Amtsbezirk Einlage gebildet. Der Ort Einlage war eine Landgemeinde im Landkreis Danzig (ab 1887 Kreis Danziger Niederung). Die Einwohnerzahl stieg von 325 (in 1885) auf 550 (1905) an und sank über 490 (1910) auf 510 (1929) ab. Zuständig war das Amtsgericht Danzig. Evangelische waren nach Bohnsack eingepfarrt, Katholiken nach Fürstenwerder. Die Pfarrkirche in Sobieszewo (Bohnsack) wurde 1947 katholisch geweiht.
Die Entwicklung des Orts Einlage erfolgte, als mit dem Bau des Weichseldurchstichs begonnen wurde. Im Jahr 1895 wurde eine Schleuse gebaut, die den Wasserstand in der Toten Weichsel regulierte und als Hochwasserschutz diente. Neben der Schleuse für Schiffe gab es auch eine für Flöße. Zwischen den Schleusen befand sich eine Quarantäneanlage. Einlage erhielt einen Hafen für seine Fischer. An der Toten Weichsel gab es einen Anleger für Sportboote und einen Badebereich. Im Jahr 1905 wurde die Schmalspurbahn der Westpreußischen Kleinbahnen eröffnet. In der Landgemeinde bestanden die Haltestellen Schusterkrug, Einlage und Einlage Siedlung.
Kreis und Amtsbezirk wurden gemäß den Bestimmungen des Friedensvertrags von Versailles am 10. Januar 1920 an die Freie Stadt Danzig abgetreten. Im Jahr 1923 lebten in 110 Gebäuden 443 Menschen. Nach dem deutschen Überfall auf Polen kam das Gebiet von 1939 bis 1945 völkerrechtswidrig zum Reichsgau Danzig-Westpreußen und in der Folge des Zweiten Weltkriegs an die Republik Polen. Die deutschen Ortsbewohner wurden vertrieben. Ein beträchtlicher Teil war jedoch geflohen, da die Nehrung bis zum 9. Mai 1945 zum Kampfgebiet gehörte.
Ab 1945 trug der Ort den polnischen Namen Łożyska. Die staatliche Wasserbehörde in Łożyska war die erste zivile Einrichtung auf der Insel. Die beschädigten Schleusen konnten im September 1945 wiedereröffnet werden. Zwei Jahre später wurde Przegalina amtlich und die Grundschule eröffnet. Im Jahr 1950 lebten in 54 Häusern 334 Menschen. Die Wasserbehörde, die Wracks in der Weichsel beseitigte sowie den Dienst der Fähren und Eisbrecher sicherstellte, wurde 1957 nach Tczew (Dirschau) verlegt. Am 1. Januar 1973 wurde das Gebiet bis zum Weichseldurchstich in die Verwaltungsgrenzen der Stadt Danzig eingegliedert. Mit Ende des Jahres wurde der Bahnbetrieb der Gdańska Kolej Dojazdowa eingestellt und 1974 die Schule geschlossen.
Anstelle der ehemaligen Floßschleuse wurde von 1975 bis 1982 die neue „Südschleuse“ gebaut. Die alte Schleuse steht seit 1992 im Denkmalverzeichnis. Im Jahr 2021 waren neun Eisbrecher stationiert. Im Mai 2021 wurde eine neue Klappbrücke eingeweiht. Südlich von Szewce legte das Danziger Fernwärmekraftwerk eine Deponie für Asche sowie Schlacke an und verfüllte bis 1998 den südlichen Arm der Toten Weichsel. Auf die Gmina Cedry Wielkie entfielen 14,4 Hektar, auf Danzig 24,1 Hektar. Die Deponie wurde 2003 geschlossen und schrittweise rekultiviert. Davor entstand die Marina Błotnik, die zu etwa zwei Fünfteln auf Danziger Gebiet liegt.

## Verkehr
Über Przegalina verläuft die Verbindungsstraße von der Woiwodschaftsstraße 501 bzw. Weichselfähre zur Schnellstraße S7. Der Ort ist an den städtischen Busverkehr angebunden.